# Din Don - Bianco Natale
Din Don - Bianco Natale è un film TV di genere commedia del 2022, diretto da Paolo Geremei ed interpretato da Enzo Salvi ed è il seguito di Din Don - Il paese dei balocchi.
E stato trasmesso in prima visione su Italia 1 il 18 dicembre 2022.

## Riprese
Il film è stato girato tra Roma e la Val di Sole, in Trentino-Alto Adige.

## Ascolti
| Prima TV         | Telespettatori: | Share |
| ---------------- | --------------- | ----- |
| 18 dicembre 2022 | 784.000         | 4,4%  |

## Sequel
Sono stati girati 2 nuovi seguiti per la serie di film per la televisione: Din Don - La magia del cinema e Din Don - Quando meno te lo aspetti.